# Тропішево
Тропішево (пол. Tropiszewo, нім. Trappenfelde) — село в Польщі, у гміні Ліхнови Мальборського повіту Поморського воєводства.
Населення — 209 осіб (2011).
У 1975-1998 роках село належало до Ельблонзького воєводства.

## Демографія
Демографічна структура станом на 31 березня 2011 року:
|          | Загалом       | Допрацездатний вік | Працездатний вік | Постпрацездатний вік |
| -------- | ------------- | ------------------ | ---------------- | -------------------- |
| Чоловіки | 10            | 28                 | 9                | 1                    |
| Жінки    | 1030000000000 | 19000000           | 69000000000      | 15000000             |
| Разом    | багато        | 47                 | 142              | 20                   |